# Walckenaeria
Walckenaeria Blackwall, 1833 è un genere di ragni appartenente alla famiglia Linyphiidae.

## Distribuzione
Le 195 specie oggi attribuite a questo genere sono state reperite in Europa, America settentrionale, Asia e Africa.

## Tassonomia
In alcune pubblicazioni è presente la denominazione Walckenaera che è da considerarsi un semplice refuso.
Questo genere è considerato un sinonimo anteriore di Wideria Simon, 1864; Cornicularia Menge, 1868; Prosopotheca Simon, 1884; Tigellinus Simon, 1884; e di Trachynella Braendegaard, 1932, a seguito di uno studio dell'aracnologo Merrett del 1963b.
Infine, è anche sinonimo anteriore di Paragonatium Schenkel, 1927, a seguito di un lavoro di Wunderlich del 1974.

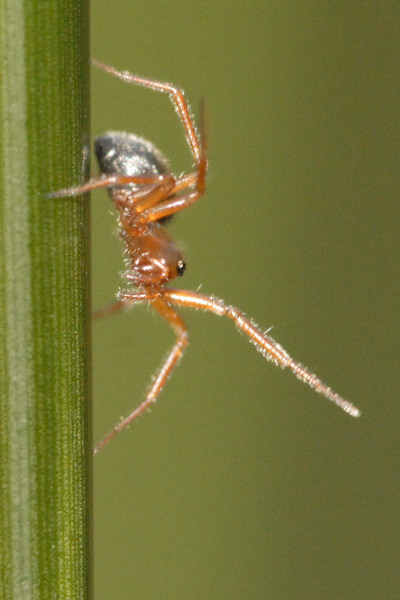
Walckenaeria acuminata

A giugno 2012, si compone di 195 specie e due sottospecie secondo l'aracnologo Platnick e di 193 specie e due sottospecie secondo l'aracnologo Tanasevitch:
1. Walckenaeria abantensis Wunderlich, 1995 — Turchia
2. Walckenaeria aberdarensis (Holm, 1962) — Kenya
3. Walckenaeria acuminata Blackwall, 1833[3] — Regione paleartica
4. Walckenaeria aenea Millidge, 1983 — Messico
5. Walckenaeria afur Thaler, 1984 — Isole Canarie
6. Walckenaeria aksoyi Seyyar, Demir & Türkes, 2008 — Turchia
7. Walckenaeria alba Wunderlich, 1987 — Isole Canarie
8. Walckenaeria allopatriae Jocqué & Scharff, 1986 — Tanzania
9. Walckenaeria alticeps (Denis, 1952) — Europa
10. Walckenaeria anceps Millidge, 1983[4] — Canada
11. Walckenaeria angelica Millidge, 1979 — Italia
12. Walckenaeria angustifrons (Simon, 1884) — Francia
13. Walckenaeria antica (Wider, 1834) — Regione paleartica
14. Walckenaeria aprilis Millidge, 1983 — USA
15. Walckenaeria arcana Millidge, 1983 — Messico
16. Walckenaeria arctica Millidge, 1983 — USA, Canada
17. Walckenaeria asymmetrica Song & Li, 2011 — Cina
18. Walckenaeria atrotibialis (O. P.-Cambridge, 1878) — Regione olartica
19. Walckenaeria auranticeps (Emerton, 1882) — Russia, Canada, USA
20. Walckenaeria aurata Millidge, 1983 — Messico
21. Walckenaeria baborensis Bosmans, 1993 — Algeria
22. Walckenaeria basarukini Eskov & Marusik, 1994 — Russia
23. Walckenaeria bifasciculata Tanasevitch, 1987 — Azerbaigian, Armenia
24. Walckenaeria bifida Millidge, 1983 — USA
25. Walckenaeria blanda Millidge, 1983 — USA
26. Walckenaeria breviaria (Crosby & Bishop, 1931) — USA
27. Walckenaeria brevicornis (Emerton, 1882) — USA
28. Walckenaeria brucei (Tullgren, 1955)[5]— Svezia
29. Walckenaeria camposi Wunderlich, 1992 — Isole Canarie
30. Walckenaeria caobangensis Tu & Li, 2004 — Vietnam
31. Walckenaeria capito (Westring, 1861) — Regione olartica
32. Walckenaeria carolina Millidge, 1983 — USA
33. Walckenaeria castanea (Emerton, 1882) — USA, Canada
34. Walckenaeria cavernicola Wunderlich, 1992 — Isole Canarie
35. Walckenaeria chikunii Saito & Ono, 2001 — Giappone
36. Walckenaeria chiyokoae Saito, 1988 — Giappone
37. Walckenaeria christae Wunderlich, 1995 — Grecia
38. Walckenaeria cirriceps Thaler, 1996 — Grecia
39. Walckenaeria clavicornis (Emerton, 1882) — Regione olartica
40. Walckenaeria claviloba Wunderlich, 1995 — Creta
41. Walckenaeria clavipalpis Millidge, 1983 — USA, Canada
42. Walckenaeria cognata Holm, 1984 — Tanzania
43. Walckenaeria columbia Millidge, 1983 — USA, Canada
44. Walckenaeria communis (Emerton, 1882) — USA, Canada, Alaska
45. Walckenaeria coniceps Thaler, 1996 — Grecia
46. Walckenaeria coreana (Paik, 1983) — Corea
47. Walckenaeria corniculans (O. P.-Cambridge, 1875) — Europa, Africa settentrionale
48. Walckenaeria cornuella (Chamberlin & Ivie, 1939) — USA, Canada
49. Walckenaeria cretaensis Wunderlich, 1995 — Creta
50. Walckenaeria crocata (Simon, 1884) — Algeria
51. Walckenaeria crocea Millidge, 1983 — Messico
52. Walckenaeria crosbyi (Fage, 1938) — Costa Rica
53. Walckenaeria cucullata (C. L. Koch, 1836) — Regione paleartica
54. Walckenaeria cuspidata Blackwall, 1833 — Regione paleartica
  - Walckenaeria cuspidata brevicula (Crosby & Bishop, 1931) — USA, Canada, Alaska, Groenlandia
  - Walckenaeria cuspidata obsoleta Chyzer & Kulczynski, 1894 — Ungheria
55. Walckenaeria cyprusensis Wunderlich, 1995 — Cipro
56. Walckenaeria dahaituoensis Song & Li, 2011 — Cina
57. Walckenaeria dalmasi (Simon, 1914) — Francia
58. Walckenaeria denisi Thaler, 1984 — Isole Canarie
59. Walckenaeria digitata (Emerton, 1913) — USA, Canada
60. Walckenaeria directa (O. P.-Cambridge, 1874) — USA, Canada, Alaska
61. Walckenaeria discolor Millidge, 1983 — Messico
62. Walckenaeria dixiana (Chamberlin & Ivie, 1944) — USA
63. Walckenaeria dondalei Millidge, 1983 — Canada
64. Walckenaeria dulciacensis (Denis, 1949) — Francia
65. Walckenaeria dysderoides (Wider, 1834) — Regione paleartica
66. Walckenaeria elgonensis Holm, 1984 — Kenya, Uganda
67. Walckenaeria emarginata Millidge, 1983 — USA
68. Walckenaeria erythrina (Simon, 1884) — Corsica, Marocco, Algeria, Tunisia
69. Walckenaeria exigua Millidge, 1983 — USA, Canada
70. Walckenaeria extraterrestris Bosmans, 1993 — Algeria, Grecia
71. Walckenaeria faceta Millidge, 1983 — Messico
72. Walckenaeria fallax Millidge, 1983 — Canada
73. Walckenaeria ferruginea Seo, 1991 — Cina, Corea
74. Walckenaeria floridiana Millidge, 1983 — USA
75. Walckenaeria fraudatrix Millidge, 1983 — Russia, Mongolia, Alaska, Canada
76. Walckenaeria furcillata (Menge, 1869) — Regione paleartica
77. Walckenaeria fusca Rosca, 1935 — Romania, Ucraina
78. Walckenaeria fusciceps Millidge, 1983 — Canada
79. Walckenaeria fuscocephala Wunderlich, 1987 — Isole Canarie
80. Walckenaeria gertschi Millidge, 1983 — Messico
81. Walckenaeria gologolensis Scharff, 1990 — Tanzania
82. Walckenaeria golovatchi Eskov & Marusik, 1994 — Russia
83. Walckenaeria gomerensis Wunderlich, 1987 — Isole Canarie
84. Walckenaeria grancanariensis Wunderlich, 2011 — Isole Canarie
85. Walckenaeria grandis (Wunderlich, 1992) — Isole Azzorre
86. Walckenaeria hamus Wunderlich, 1995 — Creta
87. Walckenaeria heimbergi Bosmans, 2007 — Marocco
88. Walckenaeria helenae Millidge, 1983 — USA
89. Walckenaeria hierropalma Wunderlich, 1987 — Isole Canarie
90. Walckenaeria ichifusaensis Saito & Ono, 2001 — Giappone
91. Walckenaeria incisa (O. P.-Cambridge, 1871) — Europa
92. Walckenaeria incompleta Wunderlich, 1992 — Isole Canarie
93. Walckenaeria indirecta (O. P.-Cambridge, 1874) — USA, Canada
94. Walckenaeria inflexa (Westring, 1861) — Svezia
95. Walckenaeria insperata Millidge, 1979 — Italia
96. Walckenaeria intoleranda (Keyserling, 1886) — Costa Rica, Panama, Colombia
97. Walckenaeria iviei Millidge, 1983 — Messico
98. Walckenaeria jocquei Holm, 1984 — Malawi
99. Walckenaeria kabyliana Bosmans, 1993 — Algeria
100. Walckenaeria karpinskii (O. P.-Cambridge, 1873) — Regione olartica
101. Walckenaeria katanda Marusik, Hippa & Koponen, 1996 — Russia
102. Walckenaeria kazakhstanica Eskov, 1995 — Russia, Kazakistan
103. Walckenaeria kikogensis Scharff, 1990 — Tanzania
104. Walckenaeria kochi (O. P.-Cambridge, 1872) — Regione paleartica
105. Walckenaeria koenboutjei Baert, 1994 — Russia
106. Walckenaeria korobeinikovi Esyunin & Efimik, 1996 — Russia
107. Walckenaeria kulalensis Holm, 1984 — Kenya
108. Walckenaeria languida (Simon, 1914) — Europa centrale e meridionale, Africa settentrionale
109. Walckenaeria latens Millidge, 1983 — USA
110. Walckenaeria lepida (Kulczynski, 1885) — Regione olartica
111. Walckenaeria maesta Millidge, 1983 — USA
112. Walckenaeria mariannae Bosmans, 1993 — Algeria
113. Walckenaeria martensi Wunderlich, 1972 — Nepal
114. Walckenaeria mauensis Holm, 1984 — Kenya
115. Walckenaeria mengei Bösenberg, 1902[6] — Germania
116. Walckenaeria meruensis Tullgren, 1910 — Tanzania
117. Walckenaeria mesus (Chamberlin, 1948) — USA
118. Walckenaeria mexicana Millidge, 1983 — Messico
119. Walckenaeria microps Holm, 1984 — Kenya, Uganda
120. Walckenaeria microspiralis Millidge, 1983 — USA, Canada
121. Walckenaeria minuscula Holm, 1984 — Kenya
122. Walckenaeria minuta (Emerton, 1882) — USA
123. Walckenaeria mitrata (Menge, 1868) — Regione paleartica
124. Walckenaeria monoceras (Chamberlin & Ivie, 1947) — USA, Alaska
125. Walckenaeria monoceros (Wider, 1834) — dall'Europa al Kyrgyzstan
126. Walckenaeria neglecta Bosmans, 1993 — Algeria
127. Walckenaeria ngorongoroensis Holm, 1984 — Tanzania
128. Walckenaeria nigeriensis Locket & Russell-Smith, 1980 — Nigeria, Kenya
129. Walckenaeria nishikawai Saito, 1986 — Russia, Giappone
130. Walckenaeria nodosa O. P.-Cambridge, 1873 — Regione paleartica
131. Walckenaeria nudipalpis (Westring, 1851) — Regione paleartica
132. Walckenaeria obtusa Blackwall, 1836 — Regione paleartica
133. Walckenaeria occidentalis Millidge, 1983 — USA
134. Walckenaeria ocularis Holm, 1984 — Kenya
135. Walckenaeria oregona Millidge, 1983 — USA
136. Walckenaeria orghidani Georgescu, 1977 — Cuba
137. Walckenaeria orientalis (Oliger, 1985) — Russia, Corea, Giappone
138. Walckenaeria pallida (Emerton, 1882) — USA, Canada
139. Walckenaeria palmgreni Eskov & Marusik, 1994 — Russia, Mongolia
140. Walckenaeria palmierro Wunderlich, 1987 — Isole Canarie
141. Walckenaeria palustris Millidge, 1983 — Canada
142. Walckenaeria parvicornis Wunderlich, 1995 — Mongolia
143. Walckenaeria pellax Millidge, 1983 — USA, Canada, Alaska
144. Walckenaeria perdita (Chamberlin, 1948) — USA
145. Walckenaeria picetorum (Palmgren, 1976) — Finlandia, Russia
146. Walckenaeria pinocchio (Kaston, 1945) — USA, Canada
147. Walckenaeria pinoensis Wunderlich, 1992 — Isole Canarie
148. Walckenaeria placida (Banks, 1892) — USA
149. Walckenaeria plumata Millidge, 1979 — Italia
150. Walckenaeria prominens Millidge, 1983 — Canada
151. Walckenaeria puella Millidge, 1983 — USA
152. Walckenaeria pullata Millidge, 1983 — USA, Canada
153. Walckenaeria pyrenaea (Denis, 1952) — Francia
154. Walckenaeria reclusa Millidge, 1983 — USA
155. Walckenaeria redneri Millidge, 1983 — USA, Canada
156. Walckenaeria rufula Millidge, 1983 — Messico
157. Walckenaeria rutilis Millidge, 1983 — Messico
158. Walckenaeria ruwenzoriensis (Holm, 1962) — Congo, Uganda
159. Walckenaeria saetigera (Tanasevitch, 2011 — India
160. Walckenaeria saniuana (Chamberlin & Ivie, 1939) — USA
161. Walckenaeria serrata Millidge, 1983 — USA
162. Walckenaeria simplex Chyzer, 1894 — Europa centrale e orientale
163. Walckenaeria solivaga Millidge, 1983 — USA
164. Walckenaeria spiralis (Emerton, 1882) — Russia, Alaska, Canada, USA
165. Walckenaeria stepposa Tanasevitch & Piterkina, 2007 — Kazakistan
166. Walckenaeria striata Wunderlich, 1987 — Isole Canarie
167. Walckenaeria stylifrons (O. P.-Cambridge, 1875) — Europa
168. Walckenaeria subdirecta Millidge, 1983 — USA, Canada
169. Walckenaeria subpallida Millidge, 1983 — USA
170. Walckenaeria subspiralis Millidge, 1983 — USA, Canada
171. Walckenaeria subterranea Wunderlich, 2011 — Isole Canarie
172. Walckenaeria subvigilax Millidge, 1983 — USA
173. Walckenaeria suspecta (Kulczynski, 1882) — Polonia, Slovacchia
174. Walckenaeria tanzaniensis Jocqué & Scharff, 1986 — Tanzania
175. Walckenaeria teideensis Wunderlich, 1992 — Isole Canarie
176. Walckenaeria tenella Millidge, 1983 — USA, Canada
177. Walckenaeria tenuitibialis Bosmans, 1993 — Algeria
178. Walckenaeria teres Millidge, 1983 — Canada
179. Walckenaeria thrinax (Chamberlin & Ivie, 1933) — USA
180. Walckenaeria tibialis (Emerton, 1882) — USA, Canada
181. Walckenaeria tilos Wunderlich, 2011 — Isole Canarie
182. Walckenaeria torta Bosmans, 1993 — Algeria
183. Walckenaeria tricornis (Emerton, 1882) — USA, Canada
184. Walckenaeria tumida (Crosby & Bishop, 1931) — USA, Canada
185. Walckenaeria turbulenta Bosmans, 1993 — Algeria
186. Walckenaeria tystchenkoi Eskov & Marusik, 1994 — Russia
187. Walckenaeria uenoi Saito & Irie, 1992 — Giappone
188. Walckenaeria unicornis O. P.-Cambridge, 1861 — Regione paleartica
189. Walckenaeria uzungwensis Scharff, 1990 — Tanzania
190. Walckenaeria vigilax (Blackwall, 1853) — Regione olartica
191. Walckenaeria vilbasteae Wunderlich, 1979 — Finlandia, Estonia
192. Walckenaeria weber (Chamberlin, 1948) — USA
193. Walckenaeria westringi Strand, 1903 — Norvegia
194. Walckenaeria wunderlichi Tanasevitch, 1983 — Asia centrale
195. Walckenaeria yunnanensis Xia et al., 2001 — Cina

### Specie trasferite
1. Walckenaeria anceps Xu, 1985; trasferita al genere Argyrodes Simon, 1864, appartenente alla famiglia Theridiidae[1].
2. Walckenaeria anguilliformis Xia et al., 2001; trasferita al genere Shaanxinus Tanasevitch, 2006.
3. Walckenaeria bella (Paik, 1978); trasferita al genere Paikiniana Eskov, 1992.
4. Walckenaeria cylindrica Xu, 1994; trasferita al genere Paikiniana Eskov, 1992.
5. Walckenaeria dentata Zhu & Zhou, 1988; trasferita al genere Dactylopisthes Simon, 1884.
6. Walckenaeria imadatei (Oi, 1964); trasferita al genere Oia Wunderlich, 1973.
7. Walckenaeria iriei Ono, 2007; trasferita al genere Paikiniana Eskov, 1992.
8. Walckenaeria kamakuraensis (Oi, 1960); trasferita al genere Baryphymula Eskov, 1992.
9. Walckenaeria keikoae Saito, 1988; trasferita al genere Paikiniana Eskov, 1992.
10. Walckenaeria lurida Seo, 1991; trasferita al genere Paikiniana Eskov, 1992.
11. Walckenaeria mira (Oi, 1960); trasferita al genere Paikiniana Eskov, 1992.
12. Walckenaeria patagonica Tullgren, 1901; trasferita al genere Neomaso Forster, 1970.
13. Walckenaeria pini (Holm, 1950); trasferita al genere Baryphyma Simon, 1884.
14. Walckenaeria saitoi Ono, 1991; trasferita al genere Ainerigone Eskov, 1993.
15. Walckenaeria selma (Chamberlin, 1949); trasferita al genere Scylaceus Bishop & Crosby, 1938.
16. Walckenaeria sounkyoensis Saito, 1986; trasferita al genere Okhotigone Eskov, 1992.
17. Walckenaeria transversa (Crosby, 1905); trasferita al genere Tennesseellum Petrunkevitch, 1925.
18. Walckenaeria vulgaris (Oi, 1960); trasferita al genere Paikiniana Eskov, 1992.
19. Walckenaeria xui Platnick, 1989; trasferita al genere Argyrodes Simon, 1864, appartenente alla famiglia Theridiidae.

### Sinonimi
Questo genere possiede un congruo numero di sinonimi, circa, segno di una certa variabilità dei caratteri che lo distinguono: 
1. Walckenaeria abrupta (Emerton, 1909); trasferita dal genere Mythoplastoides Crosby & Bishop, 1933 e posta in sinonimia con W. atrotibialis (O. P.-Cambridge, 1878) a seguito di un lavoro di Millidge del 1983[1].
2. Walckenaeria antica flavida (Menge, 1868); posta in sinonimia con W. antica (Wider, 1834) a seguito di uno studio di Prószynski & Starega del 1971, quando gli esemplari erano denominati sotto l'ex-genere Wideria Simon, 1864[1].
3. Walckenaeria egena (L. Koch, 1869); trasferita dal genere Oedothorax Bertkau, 1883, e riconosciuta sinonima di W. vigilax (Blackwall, 1853) a seguito di un lavoro dell'aracnologo Thaler (1972a), effettuato quando gli esemplari erano denominati sotto l'ex-genere Cornicularia, Menge, 1869[1].
4. Walckenaeria fugax (O. P.-Cambridge, 1871); sinonimo di W. dysderoides (Wider, 1834) a seguito di uno studio di Denis (1949a), effettuato quando gli esemplari erano denominati sotto l'ex-genere Wideria Simon, 1864[1].
5. Walckenaeria holmi Millidge, 1983; posto in sinonimia con W. karpinskii (O. P.-Cambridge, 1873) a seguito di uno studio di Marusik et al., (1993b)[1].
6. Walckenaeria hyperborea (L. Koch, 1879); trasferita qui dal genere Erigone Audouin, 1826, (da "non sottoporre ad interpretazione" secondo Roewer) e posta in sinonimia con W. vigilax (Blackwall, 1853) a seguito di un lavoro di Holm del 1973, effettuato sugli esemplari classificati come Cornicularia[1].
7. Walckenaeria insolens Sørensen, 1898; posta in sinonimia con W. clavicornis Emerton, 1882 a seguito di un lavoro di Braendegaard, 1946; sugli esemplari denominati Cornicularia karpinskii, ma non riconosciuta da Holm, in un suo lavoro del 1967[1].
8. Walckenaeria jubata (L. Koch, 1881); posta in sinonimia con W. stylifrons (O. P.-Cambridge, 1875) a seguito di uno studio di Wunderlich (1974b)[1].

### Nomina dubia
1. Walckenaeria bicolor Blackwall, 1841; esemplare maschile, rinvenuto in Inghilterra; a seguito di un lavoro di Bristowe del 1941 e di un altro di Wunderlich del 1972a, è da ritenersi nomen dubium[1].
2. Walckenaeria exilis Blackwall, 1853; storia travagliata per questi esemplari maschili reperiti in Inghilterra: attribuiti inizialmente al genere Troxochrus Simon, 1884, da Hull nel 1932 e poi in Colobocyba Simon, 1926, da Roewer nel 1942a, a seguito del lavoro di Bristowe del 1941, sono da ritenersi nomina dubia[1].
3. Walckenaeria parva Blackwall, 1841; esemplare rinvenuto in Inghilterra, a seguito dello studio di Bristowe del 1941 è ritenuto nomen dubium[1].
4. Walckenaeria vafra Blackwall, 1856; esemplare rinvenuto in Inghilterra, a seguito dello studio di Bristowe del 1941 è ritenuto nomen dubium[1].